# Flinders Peak
Flinders Peak är en bergstopp i Antarktis. Den ligger i Västantarktis. Argentina, Chile och Storbritannien gör anspråk på området. Toppen på Flinders Peak är 960 meter över havet, eller 616 meter över den omgivande terrängen. Bredden vid basen är 5,7 km.
Terrängen runt Flinders Peak är huvudsakligen kuperad, men åt sydväst är den platt. Trakten är obefolkad. Det finns inga samhällen i närheten.